# Forsthaus Taubensuhl
Das Forsthaus Taubensuhl ist ein Bauwerk im Pfälzerwald. Es steht unter Denkmalschutz.

## Lage
Das Bauwerk befindet sich innerhalb des Landauer Stadtwald, der eine Exklave der kreisfreien Stadt Landau in der Pfalz bildet, auf 526 Metern Höhe. Es fungiert als Namensgeber für den Wohnplatz Landauer Forsthaus Taubensuhl, zu dem zusätzlich einige umliegende Wohnhäuser gehören. Rund drei Kilometer südöstlich befindet sich die Ortsgemeinde Eußerthal.

## Geschichte
Das Haus ist im Schweizerstil gehalten und entstand 1890. Das Bauwerk diente ursprünglich als Forsthaus, ehe es im Zuge einer Forstreform seine ursprüngliche Bedeutung verlor. Daraufhin fungierte es ab den 1970er Jahren als Gaststätte, die 2022 geschlossen wurde. Während dieser Zeit hatte letztere promininete Gäste wie Fritz Walter und Helmut Kohl.

## Verkehr
Das Gebäude liegt an der Landesstraße 505, die wenig nördlich endet. Von Mai bis Oktober fahrt an Sonn- und Feiertagen die Buslinie 521 zum Forsthaus Taubensuhl.